# Galerina salicicola
Galerina salicicola är en svampart som beskrevs av P.D. Orton 1960. Enligt Catalogue of Life ingår Galerina salicicola i släktet Galerina,  och familjen Strophariaceae, men enligt Dyntaxa är tillhörigheten istället släktet Galerina,  och familjen buktryfflar. Artens status i Sverige är: Ej påträffad. Inga underarter finns listade i Catalogue of Life.